# ISIS-II
ISIS-II – system operacyjny, opracowany przez firmę Intel dla rodziny mikroprocesorów Intel 8080/8085. Nazwa systemu jest akronimem od ang. Intel Systems Implementation Supervisor.
System ISIS-II jest dyskowym systemem operacyjnym, jednoprogramowym, składającym się w swej istocie z zestawu procedur umożliwiających w jednolity sposób traktować urządzenia zewnętrzne. Jednoprogramowość systemu oznacza możliwość realizacji w danym momencie tylko jednego zadania. Zlecenie wykonania określonej operacji wstrzymuje wykonanie podprogramu zlecającego, aż do zakończenia realizacji wywołanej procedury systemu lub programu.
Podstawowym zastosowaniem tego systemu było tworzenie oprogramowania systemowego, użytkowego, a także kompilatorów, przy pomocy dostępnych w systemie implementacji języków programowania, w tym asemblera ASM-80, kompilatora języka PL/M-80, a także innych, np. Fortranu.
Do podstawowych dyrektyw systemu należą dyrektywy:
- zarządzające zbiorami: IDISK, FORMAT, DIR, COPY, DELETE, RENAME, ATTRIB;

- edycji: EDIT, CREDIT;

- kompilacji i zarządzania modułami: PLM80, ASM80, LINK, LOCATE, LIB, OBJHEX, HEXOBJ;

- wykonywania programów: DEBUG, SUBMIT.

Oprócz ww. dyrektyw – poleceń systemowych – system udostępnia szereg procedur, które można wykorzystywać do wykonywania, w danym języku programowania, określonych operacji systemowych, ułatwiających programowanie i ujednolicających operowanie urządzeniami. Udostępniane procedury to między innymi:
- operacja na danych zawartych w plikach: OPEN, READ, WRITE, SEEK, RESCAN, CLOSE;
- operacje na zbiorach: DELETE, RENAME, ATTRIB;
- operacje dotyczące konsoli: WHOCON, CONSOL, ERROR;
- operacje ładowania programów i powrotu do systemu: LOAD, EXIT;
- operacje transmisji znaków;
- operacje badania i zmiany stanu.

Programy i dane z systemu ISIS-II nie były zgodne z formatem bardziej rozpowszechnionego systemu CP/M. Różnice nie były duże, istniały programy do konwersji.